# Sargassum johnsonii
Las algas pardas pertenecientes al género Sargassum llamadas 'Sargassum johnsonii' son exclusivas de las Islas Tres Reyes en Nueva Zelanda. Debido a lo mucho que su follaje se parece al del árbol totara nativo de Nueva Zelanda, en ocasiones se le conoce como mala hierba totara. Su nombre científico deriva de su descubridor, Magnus Earle Johnson, explorador de las Islas Tres Reyes y capitán del yate Rosemary, quien desembarcó botánicos en las islas en varias ocasiones.
Sargassum johnsonii crece en hábitats intermareales rocosos, a menudo extendiéndose a la zona submareal hasta una profundidad de 40 m. Es una especie fundamental y, al ser muy abundante en las Islas Tres Reyes, crea numerosos microhábitats para otras formas de vida marina, como briozoos, chorros de mar y esponjas.

## Morfología
Las plantas suelen ser grandes, con una altura de 50 a 60 cm. El tallo principal es desnudo y nudoso. Las hojas basales tienen forma de correa, simples o lobuladas con una nervadura central indistinta. Las hojas superiores son pequeñas, angostas y con una nervadura central indistinta. Holdfast es un pequeño disco truncado. El talo es de color marrón oscuro, con una textura dura y coriácea. No tiene vesículas de aire y sus receptáculos son pequeños, hinchados y alrededor de 2 mm de largo, agrupadas en las axilas de las hojas superiores.